# Hydrellia magna
Hydrellia magna är en tvåvingeart som beskrevs av Ichiro Miyagi 1977. Hydrellia magna ingår i släktet Hydrellia och familjen vattenflugor. Inga underarter finns listade i Catalogue of Life.